# Eburia dejeani
Eburia dejeani es una especie de escarabajo longicornio del género Eburia, tribu Eburiini, familia Cerambycidae. Fue descrita científicamente por Gahan en 1895.
Se distribuye por Guadalupe y Martinica.

## Descripción
La especie mide 20-25  milímetros de longitud. El período de vuelo ocurre en el mes de abril.